# Зримая тьма (роман Голдинга)
Зримая тьма (англ. Darkness Visible) — роман британского автора Сэра Уильяма Голдинга 1979 года. В России выпущен издательством «Симпозиум» в 2000 году.
Уильям Голдинг - лауреат Букеровской премии 1980 года и Нобелевской премии по литературе 1983 года.
В романе крайне одухотворенно описывается борьба Добра и Зла. Данный роман стал литературным возвращением Голдинга спустя 8 лет после его предыдущего романа «Бог скорпионов» (англ. The Scorpion God).
Известно, что более поздние романы Голдинга так и не сравнялись по своему успеху и популярности с этим и более ранними, такими как «Повелитель мух» (англ. Lord of the Flies) и его любимый роман «Наследники» (англ. The Inheritors).